# Нью-Ферфілд (Коннектикут)
Нью-Ферфілд (англ. New Fairfield) — місто (англ. town) в США, в окрузі Ферфілд штату Коннектикут. Населення — 13 579 осіб (2020).

## Демографія
Згідно з переписом 2010 року, у місті мешкала 13 881 особа в 4802 домогосподарствах у складі 3890 родин. Було 5593 помешкання
Расовий склад населення:
| - 94,8 % — білих - 1,7 % — азіатів - 1,1 % — чорних або афроамериканців - 0,1 % — вихідців з тихоокеанських островів - 0,1 % — корінних американців |

До двох чи більше рас належало 1,4 %. Частка іспаномовних становила 4,4 % від усіх жителів.
За віковим діапазоном населення розподілялося таким чином: 27,2 % — особи молодші 18 років, 60,9 % — особи у віці 18—64 років, 11,9 % — особи у віці 65 років та старші. Медіана віку мешканця становила 42,4 року. На 100 осіб жіночої статі у місті припадало 98,5 чоловіків;  на 100 жінок у віці від 18 років та старших — 95,3 чоловіків також старших 18 років.
Середній дохід на одне домашнє господарство  становив 136 443 долари США (медіана — 104 402), а середній дохід на одну сім'ю — 149 219 доларів (медіана — 114 763). Медіана доходів становила 84 299 доларів для чоловіків та 56 923 долари для жінок. За межею бідності перебувало 3,4 % осіб, у тому числі 7,2 % дітей у віці до 18 років та 1,6 % осіб у віці 65 років та старших.
Цивільне працевлаштоване населення становило 7179 осіб. Основні галузі зайнятості: освіта, охорона здоров'я та соціальна допомога — 20,2 %, науковці, спеціалісти, менеджери — 15,9 %, роздрібна торгівля — 14,0 %.